# Catocala aurella
Catocala aurella är en fjärilsart som beskrevs av Fischer 1885. Catocala aurella ingår i släktet Catocala och familjen nattflyn. Inga underarter finns listade i Catalogue of Life.